# Trita Parsi
Trita Parsi (persiska: تریتا پارسی), född 21 juli 1974 i Ahvaz i Iran, är en iransk-svensk statsvetare, författare och grundare av det nationella iransk-amerikanska rådet National Iranian American Council (NIAC).

## Bakgrund, utbildning och religion
Trita Parsi är född i Iran men flydde, med sin familj, i fyraårsåldern till Sverige för att undkomma politiskt förtryck i Iran. Trita är zoroastrier, en förislamisk religion i Iran. Parsi har en magisterexamen i internationella relationer vid Uppsala universitet, en andra magisterexamen i ekonomi vid Handelshögskolan i Stockholm  och en doktorsexamen i internationella relationer vid Johns Hopkins University i USA. Han har vunnit flera priser för sina böcker om internationella relationer.
Parsi genomgick som vuxen en navjote-ceremoni utförd av mobed Kamran Jamshidi i Göteborg 1997.

## Yrkesverksamhet
Parsi har arbetat för Sveriges ambassadör i Förenta nationerna i New York, där han handlade frågor rörande Afghanistan, Irak, Tadzjikistan och Västsahara. Han har också arbetat inom generalförsamlingens tredje utskott med frågor rörande mänskliga rättigheter i Iran, Afghanistan och Irak. Han har varit assisterande professor i internationella relationer vid Johns Hopkins University SAIS. Han undervisar för närvarande på the Edmund A. Walsh School of Foreign Service vid Georgetown University i Washington DC. Hans artiklar om Mellanöstern-frågor har publicerats i New York Times, Washington Post, Wall Street Journal, Financial Times, Jane's Intelligence Review, The Nation, The American Conservative, Jerusalem Post, The Forward och andra tidningar. Han är en ofta sedd gäst på CNN, PBS:s Newshour med Jim Lehrer, NPR, BBC och Al-Jazeera.
Parsi grundade NIAC för att ge en icke-partisk, icke vinstinriktad organisation som iransk-amerikaner skulle kunna delta i det amerikanska samhällslivet. NIAC är en högröstad förespråkare för dialog och samarbete mellan USA och Iran, som Parsi konsekvent har hävdat skulle stärka den nationella säkerheten genom att hjälpa till att stabilisera Mellanöstern och stärka de moderata krafterna i Iran. 
Parsi är känd för sin prisbelönta bok Treacherous Alliances: The Secret Dealings of Israel, Iran, and the United States (Yale University Press 2007). Han var sommarvärd i P1 2012.
Han var gäst hos Rickard Olssons talkshow Sommarkväll med Rickard Olsson i juli 2016.